# ASASSN-15lh
ASASSN-15lh (SN 2015L; ASASSN: All-Sky Automated Survey for Supernovae) ist eine am 14. Juni 2015 durch die Teleskope von Cerro Tololo in Chile entdeckte, 3,8 Milliarden Lichtjahre entfernte Supernova in der Galaxie APMUKS(BJ) B215839.70–615403.9. Die große Entfernung und die extreme Helligkeit der Supernova bestätigten weitere Beobachtungen sowie Untersuchungen durch das Southern African Large Telescope und den Satelliten Swift. Nachbeobachtungen sind unter anderem mit dem Hubble-Weltraumteleskop vorgesehen.

## Beschreibung
ASASSN-15lh erstrahlte so hell wie 570 Milliarden Sonnen und übertraf damit den bisherigen Rekordhalter SN 2007bi. Laut earthsky war sie mehr als doppelt so hell wie diese. Zudem war sie heißer als alle bisher bekannten vergleichbaren Ereignisse. Sie gehört somit zur Klasse der sogenannten überhellen Supernovae, deren Explosionsmechanismus sowie Energiequelle kontrovers diskutiert werden, da bei der Erklärung der abgestrahlten immensen Energiemenge alle bekannten Theorien an ihre Grenzen stoßen. Als eine von möglichen Erklärungen vermuten die Forscher einen Magnetar im Zentrum der Explosion, da sein Magnetfeld sie verstärken könnte. Doch kann dieses Magnetar-Szenario das Geschehen immer noch nicht vollständig erklären. Denkbar wäre auch, dass ein gigantischer Riesenstern mit einer bislang nicht für möglich gehaltenen Masse explodiert sei.
Inzwischen gilt jedoch ein alternatives Szenario als Auslöser für diese Leuchterscheinung: ein sonnenähnlicher Stern wurde vom zentralen, super-massiven schwarzen Loch zerrissen (Spaghettisierung) und verschluckt.